# Festivali i Këngës 63
Festivali i Këngës 63 – 63. edycja festiwalu muzycznego Festivali i Këngës, organizowanego przez albańskiego nadawcę Radio Televizioni Shqiptar (RTSH) w dniach 19–22 grudnia 2024 roku w Pałacu Kongresów w Tiranie. Podczas rund półfinałowych o wynikach zadecydowali jurorzy, natomiast zwycięzcę wybrali wraz z telewidzami za pomocą głosowania internautów i telefonicznego za pomocą SMS.

## Organizacja

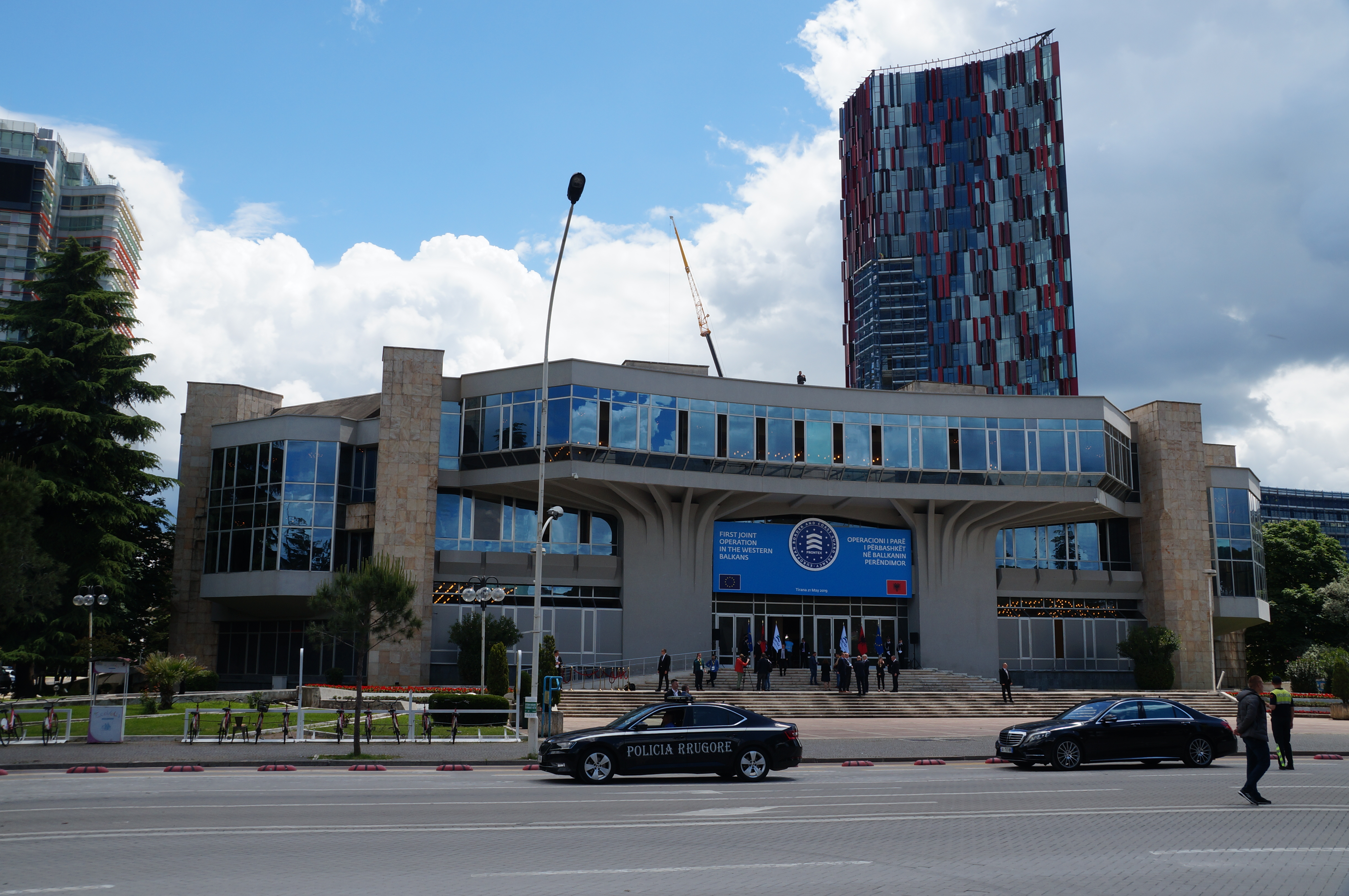
Pałac Kongresów, miejsce organizacji festiwalu (2019)

W maju 2024 albańska telewizja RTSH potwierdziła udział w 69. Konkursie Piosenki Eurowizji w Bazylei wraz z rozpoczęciem przygotowań do kolejnej edycji Festivali i Këngës. W czerwcu stacja ogłosiła, że mianowała Elhaidę Dani na stanowisko dyrektorki artystycznej festiwalu; w tym samym miesiącu Dani odwiedziła siedzibę włoskiego nadawcy Rai – Radiotelevisione italiana aby zaczerpnąć inspiracji z organizowanego przez niego Festiwalu Piosenki Włoskiej w San Remo, stwierdzając, że ze swojej wizyty wyciągnie to co najlepsze i wprowadzi to na albański festiwal.
Na początku grudnia opublikowany został regulamin festiwalu, w którym przedstawiona została jego mechanika: podczas pierwszych dwóch nocy (tzw. półfinałów) wystąpiło po 15 artystów; podczas trzeciej nocy (tzw. nocy nostalgii) wystąpili wszyscy uczestnicy festiwalu, a pod koniec wieczoru zostali ogłoszeni uczestnicy zakwalifikowani do czwartej nocy, których w pierwotnym założeniu miało być 18; natomiast podczas czwartej nocy (tzw. finału) w drodze łącznego głosowania jurorów i telewidzów został wybrany zwycięzca festiwalu i reprezentant Albanii na Eurowizję, a samo jury przyznało dodatkowo dwie nagrody: za najlepszy tekst i nagrodę krytyków muzycznych. Podczas tej edycji po raz pierwszy w historii festiwalu głosować mogli członkowie albańskiej diaspory, co zostało umożliwione poprzez internetową platformę do głosowania; głosy internautów przybrały przez to miano „głosów diaspory”. 20 grudnia, w dniu pierwszej nocy festiwalu, wprowadzono poprawki do regulaminu – zadecydowano, że finalistów wyłonią wyłącznie jurorzy i będzie ich jednak 15. Według regulaminu pod koniec każdego wieczoru publikowane miały być „wyniki głosowania jurorów i telewidzów” w niesprecyzowanej formie, jednak ostatecznie podczas pierwszej i drugiej nocy nie ujawniono jakichkolwiek wyników.
Prowadzącymi zostali Enkel Demi i Ornela Bregu, których jako dyrektorka artystyczna festiwalu wybrała Dani. W skład festiwalowego jury weszli: Zana Çela (przewodnicząca), Alma Bektashi, Florent Boshnjaku, Jonida Maliqi, Merita Rexha Tërshana, Ramona Tullumani i Ylljet Aliçka. Koncerty były transmitowane na kanałach RTSH 1 i RTSH Muzikë oraz stacji Radio Tirana na terenie Albanii, Kosowa i Macedonii Północnej; finał śledzić można było również na RTK 1 w Kosowie oraz MRT 2 w Macedonii Północnej. Oprócz głównych koncertów festiwalu, w tygodniu wydarzenia emitowano również towarzyszący program Këndi i Fest 63 (tłum. Kącik Fest 63). 

## Uczestnicy
Proces nadsyłania propozycji przez twórców trwał między 27 a 29 września 2024. 7 października ogłoszono stawkę festiwalu składającą się z 30 uczestników, których jednogłośnie spośród 85 zgłoszeń wybrała komisja stworzona przez RTSH. Tytuły konkursowych utworów były ujawniane partiami między 21 października a 15 listopada. Również w listopadzie ze stawki festiwalu wycofał się Olsi Bylyku, a jego miejsce zajęła znajdująca się jako pierwsza na liście rezerwowej Klea Dina. 6 grudnia premierowo opublikowano konkursowe utwory oraz oficjalne teledyski na kanale RTSH w serwisie YouTube.
| Wykonawca                      | Utwór                   | Autor(zy)                                                    |
| ------------------------------ | ----------------------- | ------------------------------------------------------------ |
| Algert Sala                    | „Bosh”                  | Algert Sala                                                  |
| Alis                           | „Mjegull”               | Alban Kondi, Alis Kallacej                                   |
| Ardit Çuni                     | „Amane”                 | Ardit Çuni, Stivi Ushe                                       |
| Devis Xherahu                  | „Ka momente”            | Devis Xherahu, Ertemiona Mejdani, Marly & Santi              |
| Djemtë e Detit                 | „Larg”                  | Timo Flloko, Valentin Markvukaj                              |
| Elvana Gjata                   | „Karnaval”              | Elvana Gjata, Lira Blakaj, Luisa Ionela Luca, Victor Bouroșu |
| Endrik Beba                    | „Ishe ti”               | Endrik Beba                                                  |
| Epos                           | „Kurajo dhe zjarr”      | Algert Kashari                                               |
| Erma Mici                      | „Mbaje”                 | Erma Mici, Kledi Bahiti, Rozana Radi                         |
| Frensi Revania                 | „Rreziko”               | Alban Male, Frensi Revania                                   |
| Gjergj Kaçinari                | „Larg jetës pa ty”      | Gjergj Kaçinari                                              |
| Gresa Gjocera                  | „E vërteta”             | Endrit Shani, Gresa Gjocera                                  |
| Jet                            | „Gjallë”                | Elios Shuli, Inis Neziri                                     |
| Kejsi Jazxhi                   | „Kur bota hesht”        | Briz Musaraj, Sardi Strugaj                                  |
| Klea Dina                      | „Dashuri ndiej”         | Agron Dina, Drenusha Zajmi, Klea Dina                        |
| Kleansa Susaj                  | „Ta dija”               | Kleansa Susaj, Kledi Bahiti, Pejana Elezi                    |
| Laorjan Ejlli i Adelina Corraj | „A thu”                 | Laorjan Ejlli, Melita Vjerdha                                |
| Lorenc Hasrama                 | „Frymë”                 | Petro Xhori                                                  |
| Luna Çausholli                 | „Qiell apo ferr”        | Ermira Çausholli, Luna Çausholli                             |
| Mal                            | „Antihero”              | Mal Retkoceri                                                |
| Martina Serreqi                | „Nese qaj”              | Sardi Strugaj                                                |
| Mihallaq Andrea                | „Porositë e babait”     | Ardiana Dragoj, Mihallaq Andrea                              |
| Nita Latifi                    | „Zemrës”                | Lorenc Hasrama, Nita Latifi                                  |
| Olsi Bylyku                    | „Tupanët”               | Olsi Bylyku                                                  |
| Orgesa Zaimi                   | „I parë”                | Enis Mullaj, Eriona Rushiti                                  |
| Rea Nuhu                       | „Sot”                   | Rea Nuhu                                                     |
| Ronaldo Mesuli                 | „N’zemër”               | Ronaldo Mesuli                                               |
| Santino de Bartolo             | „Kur nata vjen si bora” | Santino de Bartolo                                           |
| Shkodra Elektronike            | „Zjerm”                 | Beatriçe Gjergji, Lekë Gjeloshi                              |
| Stine                          | „E kishim nis”          | Stine                                                        |
| Vesa Smolica                   | „Lutem”                 | Eriona Rushiti                                               |

Legenda:
     Uczestnicy, którzy wycofali się ze stawki festiwalu
     Uczestnicy, którzy trafili do stawki po wycofaniu się innego wykonawcy

## Koncerty

### Półfinał 1
Pierwszy półfinał odbył się 19 grudnia 2024. Gośćmi specjalnymi, którzy wystąpili podczas koncertu byli Noizy i Slimane.
| Lp. | Wykonawca           | Utwór               | Wynik   |
| --- | ------------------- | ------------------- | ------- |
| 1   | Orgesa Zaimi        | „I parë”            | Finał   |
| 2   | Erma Mici           | „Mbaje”             | Odpadła |
| 3   | Luna Çausholli      | „Qiell apo ferr”    | Odpadła |
| 4   | Ronaldo Mesuli      | „N’zemër”           | Odpadł  |
| 5   | Mihallaq Andrea     | „Porositë e babait” | Odpadł  |
| 6   | Kejsi Jazxhi        | „Kur bota hesht”    | Finał   |
| 7   | Lorenc Hasrama      | „Frymë”             | Finał   |
| 8   | Jet                 | „Gjallë”            | Finał   |
| 9   | Djemtë e Detit      | „Larg”              | Finał   |
| 10  | Nita Latifi         | „Zemrës”            | Finał   |
| 11  | Martina Serreqi     | „Nese qaj”          | Odpadła |
| 12  | Alis                | „Mjegull”           | Finał   |
| 13  | Shkodra Elektronike | „Zjerm”             | Finał   |
| 14  | Kleansa Susaj       | „Ta dija”           | Odpadła |
| 15  | Ardit Çuni          | „Amane”             | Finał   |

### Półfinał 2
Drugi półfinał odbył się 20 grudnia 2024. Gośćmi specjalnymi, którzy wystąpili podczas koncertu byli Aleksandër Gjoka i Klaudia Pepa.
| Lp. | Wykonawca                      | Utwór                   | Wynik   |
| --- | ------------------------------ | ----------------------- | ------- |
| 1   | Mal                            | „Antihero”              | Finał   |
| 2   | Klea Dina                      | „Dashuri ndiej”         | Odpadła |
| 3   | Devis Xherahu                  | „Ka momente”            | Odpadł  |
| 4   | Vesa Smolica                   | „Lutem”                 | Finał   |
| 5   | Algert Sala                    | „Bosh”                  | Finał   |
| 6   | Gresa Gjocera                  | „E vërteta”             | Odpadła |
| 7   | Frensi Revania                 | „Rreziko”               | Odpadła |
| 8   | Endrik Beba                    | „Ishe ti”               | Odpadł  |
| 9   | Epos                           | „Kurajo dhe zjarr”      | Odpadli |
| 10  | Laorjan Ejlli i Adelina Corraj | „A thu”                 | Odpadli |
| 11  | Santino de Bartolo             | „Kur nata vjen si bora” | Odpadł  |
| 12  | Rea Nuhu                       | „Sot”                   | Odpadła |
| 13  | Elvana Gjata                   | „Karnaval”              | Finał   |
| 14  | Stine                          | „E kishim nis”          | Finał   |
| 15  | Gjergj Kaçinari                | „Larg jetës pa ty”      | Finał   |

### Noc nostalgii
Noc nostalgii odbyła się 21 grudnia 2024. Wystąpili wszyscy uczestnicy festiwalu i wykonali w parach ze sobą piosenki, które „na przestrzeni lat zapisały się w historii festiwalu”. Gośćmi specjalnymi, którzy wystąpili podczas koncertu byli: Alma Bektashi, Jonida Maliqi, Naim Krasniqi i Parashqevi Simaku. 
| Lp. | Wykonawca                               | Utwór                          | Edycja |
| --- | --------------------------------------- | ------------------------------ | ------ |
| 1   | Martina Serreqi i Stine                 | „Erë pranverore”               | 1      |
| 2   | Mihallaq Andrea i Kejsi Jazxhi          | „Mora shoqezën përkrah”        | 28     |
| 3   | Ardit Çuni i Frensi Revania             | „Eja”                          | 34     |
| 4   | Elvana Gjata i Shkodra Elektronike      | „Margjelo”                     | 3      |
| 5   | Gresa Gjocera i Ronaldo Mesuli          | „Askush s’do ta besoj”         | 28     |
| 6   | Santino de Bartolo i Valentin Margvukaj | „Zemër e flagosur”             | 31     |
| 7   | Luna Çausholli i Nita Latifi            | „Udhëtoj i menduar”            | 28     |
| 8   | Endrik Beba i Lorenc Hasrama            | „Humba pranverën”              | 37     |
| 9   | Laorjan Ejlli i Adelina Corraj oraz Jet | „Në çdo zemër një herë trokët” | 27     |
| 10  | Klea Dina i Rea Nuhu                    | „Grurë dhe këngë”              | 17     |
| 11  | Gjergj Kaçinari i Kleansa Susaj         | „Dëshirë dhe heshtje”          | 33     |
| 12  | Alis i Erma Mici                        | „Suus”                         | 50     |
| 13  | Algert Sala i Vesa Smolica              | „Mirësia dhe e vërteta”        | 37     |
| 14  | Epos i Mal                              | „Jetoj”                        | 28     |
| 15  | Devis Xherahu i Orgesa Zaimi            | „Shqipëri o vendi im”          | 17     |

### Finał
Finał odbył się 22 grudnia 2024. Głosowanie internautów i SMS (na terenie Albanii i Kosowa wyłącznie to drugie, w pozostałych krajach z wyjątkiem Czarnogóry i Macedonii Północnej wyłącznie to pierwsze) w finale zostało otwarte natychmiast po zakończeniu transmisji nocy nostalgii. Każdy juror rozdał głosy w tzw. skali eurowizyjnej (1–8, 10 i 12 punktów), a telewidzowie mieli do przyznania znacząco mniej punktów niż jurorzy – głosowanie internautów i SMS miały oryginalnie stanowić po połowie punktów rozdanych przez widzów, jednak ostatecznie widzowie głosujący przez SMS przyznali w sumie 10 punktów więcej od internautów. Gośćmi specjalnymi, którzy wystąpili podczas koncertu byli Elhaida Dani i MC Kresha.
Festiwal zwyciężył duet muzyczny Shkodra Elektronike z utworem „Zjerm”. Laureatami nagrody za najlepszy tekst i nagrody krytyków muzycznych zostali odpowiednio Vesa Smolica i Shkodra Elektronike.
| Lp. | Wykonawca           | Utwór              | Jurorzy | Widzowie   | Widzowie | Suma | Miejsce |
| Lp. | Wykonawca           | Utwór              | Jurorzy | Internauci | SMS      | Suma | Miejsce |
| --- | ------------------- | ------------------ | ------- | ---------- | -------- | ---- | ------- |
| 1   | Jet                 | „Gjallë”           | 10      | 0          | 1        | 11   | 9       |
| 2   | Kejsi Jazxhi        | „Kur bota hesht”   | 5       | 0          | 0        | 5    | 12      |
| 3   | Vesa Smolica        | „Lutem”            | 51      | 0          | 3        | 54   | 4       |
| 4   | Stine               | „E kishim nis”     | 0       | 0          | 0        | 0    | 15      |
| 5   | Djemtë e Detit      | „Larg”             | 35      | 0          | 2        | 37   | 6       |
| 6   | Nita Latifi         | „Zemrës”           | 1       | 0          | 0        | 1    | 14      |
| 7   | Gjergj Kaçinari     | „Larg jetës pa ty” | 11      | 0          | 0        | 11   | 9       |
| 8   | Orgesa Zaimi        | „I parë”           | 20      | 0          | 1        | 21   | 8       |
| 9   | Ardit Çuni          | „Amane”            | 22      | 2          | 2        | 26   | 7       |
| 10  | Algert Sala         | „Bosh”             | 7       | 0          | 0        | 7    | 11      |
| 11  | Shkodra Elektronike | „Zjerm”            | 78      | 23         | 42       | 143  | 1       |
| 12  | Lorenc Hasrama      | „Frymë”            | 36      | 1          | 4        | 41   | 5       |
| 13  | Elvana Gjata        | „Karnaval”         | 74      | 42         | 19       | 135  | 2       |
| 14  | Mal                 | „Antihero”         | 4       | 1          | 0        | 5    | 12      |
| 15  | Alis                | „Mjegull”          | 52      | 1          | 6        | 59   | 3       |

| Lp. | Utwór              | R. Tullumani | M. R. Tërshana | Y. Aliçka | J. Maliqi | A. Bektashi | F. Boshnjaku | Z. Çela | Suma |
| --- | ------------------ | ------------ | -------------- | --------- | --------- | ----------- | ------------ | ------- | ---- |
| 1   | „Gjallë”           | 5            | 4              |           |           |             |              | 1       | 10   |
| 2   | „Kur bota hesht”   |              |                | 5         |           |             |              |         | 5    |
| 3   | „Lutem”            | 6            | 8              | 7         | 7         | 7           | 8            | 8       | 51   |
| 4   | „E kishim nis”     |              |                |           |           |             |              |         | 0    |
| 5   | „Larg”             | 1            | 5              | 8         | 6         | 5           | 6            | 4       | 35   |
| 6   | „Zemrës”           |              |                |           |           |             | 1            |         | 1    |
| 7   | „Larg jetës pa ty” |              |                | 3         | 2         | 1           | 5            |         | 11   |
| 8   | „I parë”           | 4            | 3              | 2         | 3         | 4           | 2            | 2       | 20   |
| 9   | „Amane”            | 2            | 2              | 4         | 4         | 2           | 3            | 5       | 22   |
| 10  | „Bosh”             |              |                |           | 1         | 3           |              | 3       | 7    |
| 11  | „Zjerm”            | 10           | 12             | 12        | 12        | 12          | 10           | 10      | 78   |
| 12  | „Frymë”            | 8            | 6              | 1         | 5         | 6           | 4            | 6       | 36   |
| 13  | „Karnaval”         | 12           | 10             | 10        | 8         | 10          | 12           | 12      | 74   |
| 14  | „Antihero”         | 3            | 1              |           |           |             |              |         | 4    |
| 15  | „Mjegull”          | 7            | 7              | 6         | 10        | 8           | 7            | 7       | 52   |

Legenda:
     Zdobywca pierwszego miejsca
     Zdobywca drugiego miejsca
     Zdobywca trzeciego miejsca